# 我太太是高中生
《我太太是高中生》（おくさまは女子高生）是于日本集英社发行的漫画杂志『周刊YOUNG JUMP』连载的小林雏作品。
2002年被改编成游戏，2005年7月2日至9月24日播放電視動畫。

## 故事簡介
就讀高中的女子高中生"小野原麻美"和物理老師"市丸恭介"、實際上是一對夫婦關係。這件事是兩人的秘密。擁有不能對他人透露的秘密的夫婦的日常生活為中心的漫畫物語來正式展開。

## 登場角色
小野原麻美 （おのはら あさみ onohara asami)  CV：川澄綾子
女主角，17歲，就讀高中，但已結婚，結婚對象為市丸恭介，故事开始时仍为处女。
因其父親結婚前的合約，在她念完中學前，不能發生任何特別的關係，也不能透露自己已經結婚。
漫画第5卷与恭介进行自己的首次性行为，之后和普通的夫妻一样过日常性生活。
料理能力一流，性格內向。喜歡貓，家中養有一只貓，名為小圓。十分討厭蟑螂。
市丸恭介 （いちまる きょうすけ ichimaru kyousuke） CV：真殿光昭
麻美的丈夫，在麻美所讀的高中任職，為該高中的物理科老師，精通天文學。
十分遵守麻美父親的合約，沒有和麻美發生特別關係。
漫画第5卷与麻美第一次做爱，之后和普通的夫妻一样过日常性生活。
對女性沒有抵抗力，十分受女性歡迎，但做事卻十分有主見。
堀口 霞 （ほりぐち かすみ horiguchi kasumi） CV：遠藤綾
麻美的好友，學習能力極高。
遠藤 聰美 （えんどう さとみ entou satomi） CV：河原木志穂
麻美的好友，經常換男朋友。
始終不知道麻美已經結婚。
小野原巌 （おのはら いわお anohara iwao） CV：内田直哉
麻美的父親，性格火爆，經常在麻美夫婦兩人有脫軌行為時出現。
十分喜歡喝啤酒，家中有一妻。
岩崎航平 （いわさき こうへい iwasaki kouhei） CV：福山潤
岩崎老師的弟弟，有十分高的拍攝的才能。
因為其參加的比賽作品中，缺少女生的影像，所以在學校取材，結果被學校的女生取名為【好色崎】。
在見到麻美時，發現她十分適合做他作品的女主角，被麻美誤會為拍A片。
岩崎老師 （いわさき先生 iwasaki sensei） CV：柳澤真由美
岩崎航平的姐姐，喜歡市丸恭介，但在其後知道他已經和麻美結婚後就退出了。
性格外向，對自己追男生的能力十分有自信。
水之咲 櫻 （みずのさき さくら mizunosaki sakura） CV：淺野麻由美
麻美的朋友，曾經以為麻美和恭介是兄妹，也曾經喜歡恭介，但其後知道他和麻美是夫妻後自動退出。
水ノ咲佐助的母親，在俱樂部任職。
水之咲 佐助 （みずのさき さすけ mizunosaki sasuke） CV：笹島薰
水ノ咲櫻的兒子，十分喜歡麻美，也十分好色。
漫画第5卷在得知麻美与恭介进行第一次性生活之后十分沮丧。

## 出版書籍
| 卷數 | 集英社         | 集英社                           |
| 卷數 | 發售日期       | ISBN                             |
| ---- | -------------- | -------------------------------- |
| 1    | 2002年6月20日  | ISBN 978-4-08-908001-6           |
| 1    | 2002年11月20日 | ISBN 978-4-08-782698-2（限定版） |
| 2    | 2003年8月20日  | ISBN 978-4-08-782057-7           |
| 3    | 2003年12月18日 | ISBN 978-4-08-782063-8           |
| 4    | 2004年4月19日  | ISBN 978-4-08-782074-4           |
| 5    | 2004年8月20日  | ISBN 978-4-08-782079-9           |
| 6    | 2004年12月18日 | ISBN 978-4-08-782091-1           |
| 7    | 2005年4月20日  | ISBN 978-4-08-782094-2           |
| 8    | 2005年8月19日  | ISBN 978-4-08-782098-0           |
| 9    | 2006年1月20日  | ISBN 978-4-08-782144-4           |
| 10   | 2006年5月19日  | ISBN 978-4-08-782147-5           |
| 11   | 2006年11月17日 | ISBN 978-4-08-782151-2           |
| 12   | 2007年3月19日  | ISBN 978-4-08-782154-3           |
| 13   | 2007年6月20日  | ISBN 978-4-08-782156-7           |

### 小說
- おくさまは女子高生―ルームメイト・麻美 (集英社スーパーダッシュ文庫)
- おくさまは女子高生〈2〉 (集英社スーパーダッシュ文庫)

## 電視動畫
從2005年7月到9月播放，一回30分鐘兩話（一話約11分鐘）。

### 製作人員
- 企劃：丸山正雄
- 製片人：高谷与志人
- 助理製片人：遠藤純一
- 執行製片人：酒井明雄、松橋厚至
- 製作：鈴木篤志
- 導演：宍户淳
- 系列構成：高屋敷英夫
- 總作畫監督：渡边和夫
- 人物設定：玉井公子
- 美術監督：金子英俊（Atelier BWCA）
- 美術製作：岡本有香（Atelier BWCA）
- 色彩設計：佐野瞳
- 撮影監督：松井伸哉
- 編集：木村佳史子 (DR TOKYO)
- 音響監督：高桑一（日语：高桑一）
- 音響製作：神南工作室
- 音樂：若草惠
- 音樂製作：avex mode
- 影片製作協力：ゑにっく
- 制作協力：IMAGIN、Rodeo Drive
- 动画制作：MADHOUSE
- 製作、著作：Avex Entertainment

### 主題曲
片頭曲
作詞 - すやまちえこ / 作曲 - 田代智一 / 編曲 - 田代智一、鈴木盛廣 / 歌 - 川澄綾子
片尾曲
作詞 - 中司雅美 / 作曲・編曲 - 安藤高弘 / 歌 - 川澄綾子、遠藤綾、河原木志穂

### 各話列表
| 話数 | 日文名稱                  | 中文名稱             | 腳本       | 作畫     | 演出       | 作畫監督                                  |
| ---- | ------------------------- | -------------------- | ---------- | -------- | ---------- | ----------------------------------------- |
| 1    | みんなにはナイショだけど… | 對大家保密的事情…    | 高屋敷英夫 | 高橋丈夫 | 佐藤光敏   | LEE SI MIN                                |
| 2    | ラブレターもらっちゃった! | 收到了情書!          | 高屋敷英夫 | 高橋丈夫 | 佐藤光敏   | 大塚美登理                                |
| 3    | 学園祭でいらっしゃいませ♥ | 歡迎來到學園祭       | 高屋敷英夫 | 南雲福蔵 | 池添隆博   | 青井小夜                                  |
| 4    | 子供ができちゃいました…!  | 有了孩子…!           | 高屋敷英夫 | 南雲福蔵 | 池添隆博   | 吉川真一                                  |
| 5    | 今日こそはと思ったのに…   | 本來打算今天做的事情 | 高屋敷英夫 | 高橋丈夫 | 池田隆博   | 廣田知子                                  |
| 6    | サクラさん親子参上!       | 櫻和佐助參上!        | 筆安一幸   | 郷敏治   | 池田隆博   | 山田一豊                                  |
| 7    | ダンナさまがうそをついた… | 老公說謊了…          | 高屋敷英夫 | 高橋丈夫 | 横山廣實   | LEE JEONG PHIL                            |
| 8    | 信じていいですか…         | 可以相信你嗎…        | 高屋敷英夫 | 高橋丈夫 | 横山廣實   | KO KYOUNG NAM                             |
| 9    | バレちゃいました…!        | 事情暴露了…!         | 浦畑達彦   | 南雲福蔵 | 岡崎幸男   | LEE SI MIN 廣田知子                       |
| 10   | ひ孫がほしい…!?           | 想要孫子…!?          | 高屋敷英夫 | 南雲福蔵 | 布施康之   | 大塚美登理                                |
| 11   | 二人っきりの旅行♥         | 兩人單獨的旅行       | 筆安一幸   | 森田浩光 | 横山廣實   | LEE DONG ICK KO KYOUNG NAM LEE JEONG PHIL |
| 12   | 夏祭りと花火と…           | 夏日祭和煙花…        | 浦畑達彦   | 高橋丈夫 | 迫井政行   | LEE JEONG PHIL KO KYOUNG NAM              |
| 13   | 暑気払いのあとで          | 降緩暑熱的方法       | 高屋敷英夫 | 新町薫   | 木下ゆうき | 青井小夜                                  |
| 14   | ダンナさまのごほうび      | 丈夫的獎勵           | 筆安一幸   | 新町薫   | 木下ゆうき | 吉川真一                                  |
| 15   | あたしが…ビデオに…?       | 要我去拍…錄影片…?    | 浦畑達彦   | 高橋丈夫 | 布施康之   | 廣田知子 玉井公子 LEE SI MIN              |
| 16   | 雨の日の出来事            | 雨天發生的事         | 高屋敷英夫 | 郷敏治   | 郷敏治     | 廣田知子 玉井公子 LEE SI MIN              |
| 17   | 保健室で添い寝!?          | 在保健室一起睡!?     | 筆安一幸   | 高橋丈夫 | 中島豊秋   | 加納みずほ                                |
| 18   | ダンナさまがおくさま?     | 丈夫變成妻子?        | 筆安一幸   | 森田浩光 | 池田重隆   | 大塚美登理                                |
| 19   | 涙の天体観測              | 充滿淚水的天體觀察   | 高屋敷英夫 | 森田浩光 | 横山廣實   | 廣田知子 玉井公子 LEE SI MIN              |
| 20   | 小娘なんかに負けないわ    | 才不會輸給小孩子     | 筆安一幸   | 森田浩光 | 迫井政行   | 廣田知子 玉井公子 LEE SI MIN              |
| 21   | 結婚してくれませんか…?    | 可以和我結婚嗎…?     | 石川学     | 中島豊秋 | 中島豊秋   | 加納みずほ                                |
| 22   | 満天の星の下で…           | 在滿天的星光下…      | 相馬和彦   | 高橋丈夫 | 郷敏治     | LEE SI MIN 廣田知子                       |
| 23   | 初めての夫婦ゲンカ…       | 第一次夫婦的吵架…    | 高屋敷英夫 | 新町薫   | 木下ゆうき | 青井小夜                                  |
| 24   | 風邪にご用心…!            | 注意感冒…!           | 筆安一幸   | 新町薫   | 木下ゆうき | 吉川真一                                  |
| 25   | 結婚がばれた!             | 結婚的事情暴露了!    | 高屋敷英夫 | 高橋丈夫 | 宍戸淳     | 玉井公子 LEE SI MIN                       |
| 26   | いつまでもずっと愛して…   | 我們永遠相愛         | 高屋敷英夫 | 高橋丈夫 | 宍戸淳     | 大塚美登理 廣田知子                       |

### 播放電視台
| 播放地區 | 播放電視台     | 聯播網         | 播放日期                      | 播放時間             | 備註   |
| -------- | -------------- | -------------- | ----------------------------- | -------------------- | ------ |
| 神奈川縣 | 神奈川電視台   | 獨立UHF局      | 2005年7月2日 -                | 星期六 25:30 - 26:00 |        |
| 埼玉縣   | 埼玉電視台     | 獨立UHF局      | 2005年7月 - 9月               | 星期六 25:30 - 26:00 |        |
| 東京都   | 東京MXTV       | 獨立UHF局      | 2005年7月 - 9月               | 星期六 26:00 - 26:30 |        |
| 千葉縣   | 千葉電視台     | 獨立UHF局      | 2005年7月 - 9月               | 星期四 25:55 - 26:25 |        |
| 栃木縣   | 栃木電視台     | 獨立UHF局      | 2005年7月 - 9月               | 星期日 25:10 - 25:40 |        |
| 京都府   | KBS京都        | 獨立UHF局      | 2005年7月4日 - 9月26日        | 星期一 25:30 - 26:00 |        |
| 兵庫縣   | SUN電視台      | 獨立UHF局      | 2005年7月5日 - 9月27日        | 星期二 26:05 - 26:35 |        |
| 岐阜縣   | 岐阜放送       | 獨立UHF局      | 2005年7月 - 9月               | 星期四 24:45 - 25:15 |        |
| 三重縣   | 三重電視台     | 獨立UHF局      | 2005年7月 - 9月               | 星期一 27:00 - 27:30 |        |
| 北海道   | 北海道電視台   | 東京電視台系列 | 2005年7月 - 9月               | 星期五 26:30 - 27:00 |        |
| 福岡縣   | TVQ九州放送    | 東京電視台系列 | 2005年7月 - 9月               | 星期六 26:25 - 26:55 |        |
| 德島縣   | 四国放送       | 日本電視台系列 | 2005年7月 - 9月               | 星期三 25:20 - 25:50 |        |
| 高知縣   | 高知放送       | 日本電視台系列 | 2005年7月 - 9月               | 星期一 26:20 - 26:50 |        |
| 青森縣   | 青森朝日放送   | 朝日電視台系列 | 2005年7月 - 9月               | 星期三 25:46 - 26:16 |        |
| 福島縣   | 福島放送       | 朝日電視台系列 | 2005年7月 - 9月               | 星期一 25:45 - 26:15 |        |
| 新潟縣   | 新潟電視台21   | 朝日電視台系列 | 2005年7月 - 9月               | 星期六 26:00 - 26:30 |        |
| 山口縣   | 山口朝日放送   | 朝日電視台系列 | 2005年7月 - 9月               | 星期日 26:25 - 26:55 |        |
| 愛媛縣   | 愛媛朝日電視台 | 朝日電視台系列 | 2005年7月 - 9月               | 星期日 26:25 - 26:55 |        |
| 熊本縣   | 熊本朝日放送   | 朝日電視台系列 | 2005年7月 - 9月               | 星期日 26:10 - 26:40 |        |
| 大分縣   | 大分朝日放送   | 朝日電視台系列 | 2005年8月11日 -               | 星期四 26:40 - 27:10 |        |
| 日本全域 | AT-X           | CS放送         | 2005年11月5日 - 2006年1月28日 | 星期六 9:00 - 9:30   | 有重播 |
| 日本全域 | ANIMAX         | CS放送         |                               |                      |        |

## 遊戲
Datam Polystar公司製作下ROOMMATE系列的其中一作。
- 室友・麻美・妻子大人是女子高生 PS2版 ：2003年12月11日發售[2]
- 室友・麻美・妻子大人是女子高生 Director's Edition DC版 ：2004年1月22日發售[3]

配音人員
- 小野原麻美 CV：鈴木麗子
- 飯島志帆 CV：吉原ナツキ
- 長門ゆかりCV：佐藤朱

## 外部連結
- 我太太是高中生（集英社官方網站）（已關閉）
- 我太太是高中生-動畫官方網站（avex） （页面存档备份，存于）
- HIYOKO KOBAYASHI WEB PAGE （作者網站） （页面存档备份，存于）
- ルームメイト・麻美・おくさまは女子高生（遊戲官方網站）